# Crosmières
Crosmières és un municipi francès situat al departament del Sarthe i a la regió de País del Loira. L'any 2007 tenia 906 habitants.

## Demografia

### Població
El 2007 la població de fet de Crosmières era de 906 persones. Hi havia 328 famílies de les quals 52 eren unipersonals (32 homes vivint sols i 20 dones vivint soles), 116 parelles sense fills, 148 parelles amb fills i 12 famílies monoparentals amb fills.
La població ha evolucionat segons el següent gràfic:
Habitants censats

### Habitatges
El 2007 hi havia 369 habitatges, 335 eren l'habitatge principal de la família, 10 eren segones residències i 24 estaven desocupats. 364 eren cases i 4 eren apartaments. Dels 335 habitatges principals, 246 estaven ocupats pels seus propietaris, 88 estaven llogats i ocupats pels llogaters i 1 estava cedit a títol gratuït; 2 tenien una cambra, 9 en tenien dues, 42 en tenien tres, 95 en tenien quatre i 187 en tenien cinc o més. 260 habitatges disposaven pel capbaix d'una plaça de pàrquing. A 118 habitatges hi havia un automòbil i a 201 n'hi havia dos o més.

### Piràmide de població
La piràmide de població per edats i sexe el 2009 era:
| Homes | Edats   | Dones |
| ----- | ------- | ----- |
| 0     | 95 o +  | 0     |
| 0     | 90 a 94 | 0     |
| 4     | 85 a 89 | 0     |
| 4     | 80 a 84 | 4     |
| 16    | 75 a 79 | 12    |
| 4     | 70 a 74 | 12    |
| 20    | 65 a 69 | 24    |
| 12    | 60 a 64 | 20    |
| 16    | 55 a 59 | 4     |
| 32    | 50 a 54 | 44    |
| 24    | 45 a 49 | 28    |
| 28    | 40 a 44 | 20    |
| 24    | 35 a 39 | 12    |
| 48    | 30 a 34 | 44    |
| 8     | 25 a 29 | 28    |
| 20    | 20 a 24 | 16    |
| 12    | 15 a 19 | 12    |
| 24    | 10 a 14 | 24    |
| 48    | 5 a 9   | 12    |
| 44    | 0 a 4   | 16    |

## Economia
El 2007 la població en edat de treballar era de 590 persones, 459 eren actives i 131 eren inactives. De les 459 persones actives 427 estaven ocupades (232 homes i 195 dones) i 32 estaven aturades (15 homes i 17 dones). De les 131 persones inactives 58 estaven jubilades, 31 estaven estudiant i 42 estaven classificades com a «altres inactius».

### Ingressos
El 2009 a Crosmières hi havia 347 unitats fiscals que integraven 966,5 persones, la mediana anual d'ingressos fiscals per persona era de 16.458 €.

### Activitats econòmiques
Dels 21 establiments que hi havia el 2007, 1 era d'una empresa alimentària, 1 d'una empresa de fabricació d'altres productes industrials, 5 d'empreses de construcció, 3 d'empreses de comerç i reparació d'automòbils, 2 d'empreses de transport, 2 d'empreses d'hostatgeria i restauració, 1 d'una empresa d'informació i comunicació, 2 d'empreses immobiliàries, 2 d'empreses de serveis, 1 d'una entitat de l'administració pública i 1 d'una empresa classificada com a «altres activitats de serveis».
Dels 4 establiments de servei als particulars que hi havia el 2009, 2 eren guixaires pintors, 1 perruqueria i 1 restaurant.
L'únic establiment comercial que hi havia el 2009 era una fleca.
L'any 2000 a Crosmières hi havia 29 explotacions agrícoles que ocupaven un total de 2.247 hectàrees.

## Equipaments sanitaris i escolars
El 2009 hi havia una escola elemental.

## Poblacions més properes
El següent diagrama mostra les poblacions més properes.